# モンドラゴン協同組合企業
モンドラゴン協同組合企業 (スペイン語: Corporación Mondragón）は、スペインのバスク州ギプスコア県アラサーテ/モンドラゴンに基盤をおく労働者協同組合の集合体である。
1956年にギプスコア県モンドラゴンの町に組合は設立されたが、その起源は、バスク人のカトリック聖職者ホセ・マリア・アリスメンディアリエタが1943年に開設した小さな技術系学校にさかのぼる。アリスメンディアリエタが1941年にモンドラゴンに着任した時、人口約7,000人の町は、貧困、飢え、亡命、そして緊張を招いたスペイン内戦の後遺症に苦しめられていた。彼は技術学校の門戸を全ての人に開いた。時がたつにつれ、学校は地元企業の熟練労働者、技師、管理者の養成所となっていった。組合設立以前、アリスメンディアリエタはキリスト教に基づく人道教育と、技術の取得を若者に施していた。1955年、ウニオン・セラヘラ社 (Unión Cerrajera) で働く若者の中から5人をアリスメンディアリエタが選び、ファゴール社の前身となる、パラフィン・ヒーターを製造する小さなワークショップ、ウルゴール社を開設した。最初の15年間は、閉鎖経済の中で利益を上げた。1959年、組合の一事業としてカハ・ラボラル（信用協同組合）が設立された。1966年には社会福祉事業としてラグン・アロ、保険業）が設立された。1969年には、地元にあった9つの消費者生活協同組合を統合してエロスキ（スーパーマーケット・チェーン）が設立された。1997年、教育機関としてモンドラゴン大学を開校した。
現在では、スペインにおいて、総資本回転率 (asset turnover) の点で第7番目の規模の企業であり、バスク自治州をリードするビジネス集団である。
2009年末時点では、4つの活動領域（すなわち、金融・工業・小売そしてナレッジ）において256の会社で働く85,066人の雇用を生み出した。モンドラゴン協同組合企業は、人と労働者主権に基づいたビジネス・モデルに従って運営され、連帯に根付いた強い仲間的な会社の発展を可能にしており、強い社会的な思想によっているが、ビジネス的な手法を否定しない。協同組合らは、その労働者組合員によって所有されており、権力は一人一票の原理に基づいている。

## ビジネス文化

### 賃金のレギュレーション
モンドラゴンでは、労働経営者 (en:worker-owner) すなわち経営に携わる仕事をする組合員と、それ以外の職場・出先や工場で労働し最低賃金を得る組合員との間（訳注: 一般的な企業におけるいわゆる労使間）で、賃金比率への同意がある。これらの比率の範囲は、3:1 から 9:1 までであり、協同組合によって違う。平均は、5:1 である。すなわち、ひとりの平均的なモンドラゴン協同組合企業のジェネラル・マネージャーは、その組合で支払われる理論的な最低賃金の5倍を稼ぐ。この平均的な比率は、現実的にはより小さい。なぜなら、最低賃金を稼ぐモンドラゴンの労働経営者はほとんどおらず、彼らの仕事は、なんらかの専門的で高い賃金水準と分類されているところのものだからである。
各協同組合における比率は多様だが、その協同組合において、これらの比率がどうあるべきか民主的投票を通じて決定するのは、労働経営者である。それゆえ、もし協同組合のジェネラル・マネージャーが9:1の比率であるなら、その理由はその労働経営者が、管理するのにフェアな比率であると決定したことによる。
一般には、モンドラゴンでの賃金は、ローカルなインダストリーの同様な仕事と比較して、管理職層では30%以下、中間管理職や、技術職、専門職層で同一水準である。その結果、モンドラゴンの労働経営者は、比較的低い賃金水準においても、同様なビジネスでの労働者らより、平均で13％高い賃金を稼ぐ。付け加えると、この比率は、さらに縮減される。なぜならスペインは、累進課税による税率を導入しており、高賃金のものはより高い税額となるからである。

## 活動領域
協同組合の企業は、4つの異なる領域: 金融、工業、小売、そしてナレッジで事業を営んでおり、特に後者のナレッジは、ビジネス集団としてモンドラゴンが拠って立つところの特徴的なものである。
明らかな点では、2010年においてIngresos Totales（総収入?）で、148億ユーロ
 、米ドルでおおよそ200億ドル（訳注: 1米ドル=80円換算でおおよそ1兆6,000億円）を達成し、100,000人の労働者を雇用しており、スペインでは工業で第4番目の、金融で第7番目の規模の集団である。

## 参照
1. 1 2 3  Herrera, David (2004年). “Mondragon: a for-profit organization that embodies Catholic social thought.”. Entrepreneur 2009年12月30日閲覧。
2. ↑  英語版のソースを確認したが、該当箇所が不明だった。よってスペイン語版のソースから当該数字14,755 millionを確認した。また英語版ではtotal turnoverとされているが、これは別の財務指標かと思う。次のソースは、スペイン語版からのソースで2010年度の年次報告書である。
3. ↑  http://www.mondragon-corporation.com/mcc_dotnetnuke/Portals/0/documentos/cas/Informe-Anual/Informe-Anual.html
4. ↑  Jeffrey Hollender (2011年6月27日). “The Rise Of Shared Ownership And The Fall Of Business As Usual”.   Fast Company. 2011年6月28日閲覧。